# 시미즈 마리코
시미즈 마리코(清水マリコ)는 일본의 극작가, 연출가, 라이트노벨작가이며, 극단「소녀동화」의 주요인물이다. 일본대학 예술학부연극학과 졸업하였다.

## 이력
1988년, 자작 각본으로 만든 무대인「전장에 나가기 전에 해야만 할 2·3가지 것」이 공연되어, 그 인원으로「소녀동화」를 결성하였다. 이후, 주요인물로써「소녀동화」의 모든 작품의 각본과 연출을 맡았다.
1996년에 「초신전설 우로츠키동자」의 소설화로 작가데뷰하여, 이후에도 성인용게임을 중심으로 많은 수의 작품의 소설화를 다루었다.
2002년도 처음으로 오리지널 장편소설 「거짓말쟁이는 여동생으로 해둔다」를 발표. 소설 내용중에 「소녀동화」에서 공연되었던 연극의 각본이 중요한 역할을 맡고 있다. 2003년에 「그의 거짓말, 전설의 그」, 2006년에 「침략하는 소녀와 거짓의 정원」를 합쳐 「'거짓말'시리즈」,「'거짓말'삼부작」이라고 불린다. 그외로도, 최근에는 오리지널 작품을 많이 내고 있다.
MF문고J라이트노벨신인상 평가위원으로 0회부터 4회까지 참여하였다.
한국에는 2010년 7월 7일에 학산문화사의 ex노벨에서 「거짓말쟁이는 여동생으로 삼는다」라는 이름으로 출판되었으며, 이후 거짓말 3부작이라는 시리즈로 하여 2010년 9월 7일 「너의 거짓말 전설의 너」라는 이름으로 출판되었는데 특히 3부째인「너의 거짓말 전설의 너」는 그 중 최고로 꼽힌다.(번역:현정수)

## 작품리스트

### 각본
공연은 모두 소녀동화에서 이루어짐
- 전장에 나가기 전에 해야만 할 2·3가지 것
- 몽유병과 거짓말과 TV게임
- 탐미적인 여배우
- 오컬트
- 사랑과 죽음의 멋진 나날
- 더 골든 언더그라운드

### 오리지널 소설
- 거짓말쟁이는 여동생으로 삼는다 (2002년 11월, MF문고J)
- 그의 거짓말, 전설의 그 (2003년 10월, MF문고J)
- 0416(제로욘이치로쿠) (2004년 7월, MF문고J)
- 네펜테스 (2004년 10월, MF문고J)
  - 2009년 4월 「네펜테스 신기하고 슬픈 여덟가지 이야기」로 이름을 바꿔 MF문고 더위치에서 재발행
- 0417(제로욘이치나나) (2005년 2월, MF문고J)
- 당신에게 가슴가득 안경아가씨★첫사랑 (2005년 10월, 미소녀문고)
- 침략하는 소녀와 거짓의 정원 (2006년 3월, MF문고J)
- 일요일날 아이스크림이 녹을때까지 (2007년 3월, 소학관)
- 붉은 구두와 악마공주 (2008년 9월, B's-Log문고)
- HURTLESS/HURTFUL (2009년 2월, MF문고J)
- 악마공주와 암흑공주 (2009년 6월, B's-Log문고)

### 소설화
- 초신전설 우로츠키동자1 (마에다 토시오 원작, 1996년 2월, 와니메거진)
- 초신전설 우로츠키동자2 삼면귀 습격의 장 (마에다 토시오 원작, 1996년 6월, 와니메거진)
- 협박 (아일 원작, 1996년 11월, 패러다임)
- 타천사의 음란한노예 (DISCOVERY 원작, 1997년 5월, 패러다임)
- Xchange (CROWD원작, 1998년 3월, 패러다임)
- Natural -몸도 마음도- (페어리테일 원작, 1998년 6월, 패러다임)
- Natural AnotherStory (페어리테일 원작, 1998년 8월, 패러다임)
- 능욕 좋아하시나요? (아일 원작, 1998년 9월, 패러다임)
- My Girl (Jam 원작, 1999년 1월, 패러다임)
- 귀중한 LOVE (BLACK PACKAGE 원작, 1999년 5월, 패러다임)
- 종말을 보내는 방법 (아보가도 파워즈 원작, 1999년 8월, 패러다임)
- Kanon ~눈의소녀~ (Key원작, 1999년 11월, 패러다임)
  - 2009년 6월, VA문고에서 재발행
- Kanon ~웃는 얼굴의 저편~ (Key원작, 1999년 12월, 패러다임)
  - 2009년 7월, VA문고에서 재발행
- 협박~끝나지 않는 내일~ (아일 원작, 2000년 2월, 패러다임)
- Kanon ~소녀의 감옥~ (Key원작, 2000년 4월, 패러다임)
- Kanon ~the fox and the grapes~ (Key원작, 2000년 6월, 패러다임)
- Kanon ~햇빛이 비치는 마을~ (Key원작, 2000년 8월, 패러다임)
- Natural2 -DUO- 오빠 옆에서 (페어리테일 원작, 2000년 12월, 패러다임)
- Natural2 -DUO- 오빠와의 인연 (페어리테일 원작, 2001년 3월, 패러다임)
- Natural Zero+ -시작과 끝의 장소에서- (페어리테일 원작, 2001년 7월, 패러다임)
- 네가 바라는 영원 (아쥬 원작, 패러다임)
  - 상권 (2002년 2월)
  - 하권 (2002년 5월)
- 엘피나 ~음란한 밤에, 팔려버린 왕국에서…~ 음란한 밤의 왕궁편 (아일 원작, 2002년 10월, 패러다임)
- 엘피나 ~음란한 밤에, 팔려버린 왕국에서…~ 봉사국가편 (아일 원작, 2003년 3월, 패러다임)
- 주(朱) (네코네코소프트 원작, 패러다임)
  - 상권 (2004년 2월)
  - 하권 (2004년 9월)
- 협박2~상처에 피는 꽃, 선혈의 붉음~ (아일 원작, 2006년 6월, 패러다임)